# Альвинг, Фанни
Фанни Мария Алвинг (швед. Fanny Alving; 23 октября 1874 года — 2 июня 1955 года) — шведская писательница, работавшая под псевдонимами Фанни Норрмана и Ульрик Уланд и др.

## Биография
Фанни Мария Алвинг родилась 23 октября 1874 года в городе Ytterselö, Седерманланд. Ее родителями были капитан Августе Ленн (August Lönn, 1837-1920) и Эрика Карловна Персдоттер Йонссон (Erika Charlotta Persdotter Jonsson).  Девочка училась в школе совместного обучения Palmgrenska Samskolan в Стокгольме, куда поступила в 1893 году. С 1898 по 1905 год была замужем за работающим статистиком, Свеном Норрманом (Sven Norrman), а с 1906 года — за лингвистом и педагогом Ялмаром Алвингом (Hjalmar Alving). Её дочь, Барбро Алвинг (1909-1987) работала журналистом.
В свое время Алвинг побывала в Норвегии, Дании и других европейских странах. С 1894 по 1898 год работала корреспондентом в греческом консульстве в Мальме. В  последующем, до 1901 года работала в журнале Стрикс (Strix) в Стокгольме, подписывая свои статьи псевдонимом Maja  X.  Как прозаик, писала под псевдоним Ульрик Уланд (Ulrik Uhland), но также использовала имена Фанни Норрман (Fanny Norrman) и Фанни Алвинг (Fanny Alving).
Фанни Алвинг была одной из немногих шведок, которые описывали в своих произведениях жизнь обычных небогатых людей. Так, её детективный роман Josefssons på Drottninggatan описывает жизнь людей из Стокгольма.

## Произведения
Опубликовано под псевдонимом Фанни Норрман
- Galläpplen och paradisäpplen, поэтический сборник, 1901.
- Андра visboken, 1915.
- Brita från Österby, роман, 1914.

Опубликовано под псевдонимом Ульрик Уланд
- Skärgårdsflirt, роман, 1905.
- Aurores bröllopsresor, роман, 1906
- Carl Michael Bellman och Ulla Winblad : en roman från den gamla goda tiden,, роман, 1907.
- Fröken från Västervik, роман, 1907
- Baronerna på Sjöberga, роман, 1908.
- Skandalhuset, роман, 1911.
- Juvelerna på Gårda, роман, 1914.

Опубликовано под псевдонимом Фанни Алвинг
- På avigsidan, роман, 1918.
- Josefssons på Drottninggatan, роман, 1918.
- Familjen von Skotte, роман, 1922.